# Campionati mondiali di ginnastica artistica 2015
I Campionati mondiali di ginnastica artistica 2015 sono la 46ª edizione dei mondiali di ginnastica artistica. Si sono svolti al SSE Hydro di Glasgow, nel Regno Unito, dal 23 ottobre al primo novembre.
Questa edizione dei mondiali è stata la prima parte delle selezioni per le olimpiadi di Rio 2016; a questa edizione partecipano i primi 24 team classificatisi a Nanning 2014: le migliori 8 squadre otterranno direttamente la qualificazione ai giochi olimpici, le 8 seguenti si contenderanno gli ultimi 4 posti al Test Event pre-olimpico di Rio de Janeiro 2015.
Dati i risultati del concorso a squadre di Nanning 2014, si qualificano con la squadra completa le nazionali di: Australia, Austria, Belgio, Brasile, Canada, Cina, Corea del Nord, Corea del Sud, Francia, Germania, Giappone, Gran Bretagna, Grecia, Italia, Messico, Paesi Bassi, Polonia, Romania, Russia, Spagna, Svezia, Svizzera, Ungheria, USA. Gli altri paesi potranno portare massimo tre ginnaste per nazione.

## Programma
| Giorno      | Ora   | Maschile                     | Femminile                    |
| ----------- | ----- | ---------------------------- | ---------------------------- |
| 23 ottobre  | 9:50  | -                            | Qualificazioni               |
| 23 ottobre  | 17:05 | -                            | Qualificazioni               |
| 24 ottobre  | 9:50  | -                            | Qualificazioni               |
| 24 ottobre  | 17:05 | -                            | Qualificazioni               |
| 25 ottobre  | 9:50  | Qualificazioni               | -                            |
| 25 ottobre  | 17:25 | Qualificazioni               | -                            |
| 26 ottobre  | 9:50  | Qualificazioni               | -                            |
| 26 ottobre  | 17:05 | Qualificazioni               | -                            |
| 27 ottobre  | 18:50 | -                            | Concorso a squadre           |
| 28 ottobre  | 18:25 | Concorso a squadre           | -                            |
| 29 ottobre  | 19:10 | -                            | Concorso individuale         |
| 30 ottobre  | 18:40 | Concorso individuale         | -                            |
| 31 ottobre  | 13:50 | Finale ad attrezzo (parte 1) | Finale ad attrezzo (parte 1) |
| 1º novembre | 14:00 | Finale ad attrezzo (parte 2) | Finale ad attrezzo (parte 2) |

## Podi

### Maschile
| Evento                           | Oro                                                                                       | Punti   | Argento                                                                                      | Punti   | Bronzo                                                                    | Punti   |
| -------------------------------- | ----------------------------------------------------------------------------------------- | ------- | -------------------------------------------------------------------------------------------- | ------- | ------------------------------------------------------------------------- | ------- |
| Concorso a squadre (dettagli)    | Giappone Naoto Hayasaka Ryōhei Katō Kazuma Kaya Kenzō Shirai Yūsuke Tanaka Kōhei Uchimura | 270,818 | Gran Bretagna Brinn Bevan Daniel Purvis Louis Smith Kristian Thomas Max Whitlock Nile Wilson | 270,345 | Cina Deng Shudi Lin Chaopan Liu Yang Xiao Ruoteng You Hao Zhang Chenglong | 269,959 |
| Concorso individuale (dettagli)  | Kōhei Uchimura                                                                            | 92,332  | Manrique Larduet                                                                             | 90,698  | Deng Shudi                                                                | 90,099  |
| Corpo libero (dettagli)          | Kenzō Shirai                                                                              | 16,233  | Max Whitlock                                                                                 | 15,566  | Rayderley Zapata                                                          | 15,200  |
| Cavallo con maniglie (dettagli)  | Max Whitlock                                                                              | 16,133  | Louis Smith                                                                                  | 16,033  | Harutyun Merdinyan Kazuma Kaya                                            | 15,500  |
| Anelli (dettagli)                | Eleutherios Petrounias                                                                    | 15,800  | You Hao                                                                                      | 15,733  | Liu Yang                                                                  | 15,700  |
| Volteggio (dettagli)             | Ri Se-gwang                                                                               | 15,450  | Marian Drăgulescu                                                                            | 15,400  | Donnel Whittenburg                                                        | 15,350  |
| Parallele simmetriche (dettagli) | You Hao                                                                                   | 16,216  | Oleh Vernjajev                                                                               | 16,066  | Oleg Stepko Deng Shudi                                                    | 15,966  |
| Sbarra (dettagli)                | Kōhei Uchimura                                                                            | 15,833  | Danell Leyva                                                                                 | 15,700  | Manrique Larduet                                                          | 15,600  |

### Femminile
| Evento                            | Oro | Punti   | Argento                                                                         | Punti   | Bronzo | Punti   |
| --------------------------------- | --- | ------- | ------------------------------------------------------------------------------- | ------- | --- | ------- |
| Concorso a squadre (dettagli)     | Stati Uniti Simone Biles Maggie Nichols Alexandra Raisman Madison Kocian Gabrielle Douglas Brenna Dowell Mykayla Skinner | 181,338 | Cina Shang Chunsong Fan Yilin Tan Jiaxin Wang Yan Mao Yi Chen Siyi Zhu Xiaofang | 176,164 | Gran Bretagna Rebecca Downie Elissa Downie Claudia Fragapane Ruby Harrold Amy Tinkler Kelly Simm Charlie Fellows | 172,380 |
| Concorso individuale (dettagli)   | Simone Biles | 60,339  | Gabrielle Douglas                                                               | 59,316  | Larisa Iordache                                                                                                  | 59,107  |
| Volteggio (dettagli)              | Marija Paseka | 15,666  | Hong Un-jong                                                                    | 15,633  | Simone Biles | 15,541  |
| Parallele asimmetriche (dettagli) | Yilin Fan Viktorija Komova Dar'ja Spiridonova Madison Kocian                                                             | 15,366  | —                                                                               | —       | — | —       |
| Trave (dettagli)                  | Simone Biles | 15,358  | Sanne Wevers                                                                    | 14,333  | Pauline Schäfer                                                                                                  | 14,133  |
| Corpo libero (dettagli)           | Simone Biles | 15,800  | Ksenija Afanas'eva                                                              | 15,100  | Maggie Nichols                                                                                                   | 15,000  |

## Risultati (in dettaglio)

### Maschile

#### Concorso a squadre maschile
| Posizione | Squadra             | Corpo libero | Cavallo | Anelli | Volteggio | Parallele | Sbarra | Totale  |
| --------- | ------------------- | ------------ | ------- | ------ | --------- | --------- | ------ | ------- |
| Oro       | Giappone            | 47.258       | 45.166  | 43.798 | 45.766    | 45.665    | 43.165 | 270.818 |
| Oro       | Naoto Hayasaka      | 15.133       | —       | —      | 14.833    | —         | —      | 270.818 |
| Oro       | Ryohei Kato         | —            | 14.733  | 14.366 | —         | 15.533    | 15.033 | 270.818 |
| Oro       | Kazuma Kaya         | —            | 15.400  | —      | —         | —         | —      | 270.818 |
| Oro       | Kenzō Shirai        | 16.325       | —       | —      | 15.533    | —         | —      | 270.818 |
| Oro       | Yūsuke Tanaka       | —            | —       | 14.466 | —         | 14.266    | 13.666 | 270.818 |
| Oro       | Kōhei Uchimura      | 15.800       | 15.033  | 14.966 | 15.400    | 15.866    | 14.466 | 270.818 |
| Argento   | Regno Unito         | 45.766       | 44.999  | 43.666 | 45.499    | 45.532    | 44.883 | 270.345 |
| Argento   | Brinn Bevan         | —            | 13.966  | —      | 15.133    | —         | —      | 270.345 |
| Argento   | Daniel Purvis       | 15.400       | —       | 14.333 | —         | 15.466    | —      | 270.345 |
| Argento   | Louis Smith         | —            | 15.333  | —      | —         | —         | —      | 270.345 |
| Argento   | Kristian Thomas     | 14.600       | —       | —      | 15.333    | —         | 15.000 | 270.345 |
| Argento   | Max Whitlock        | 15.766       | 15.700  | 14.400 | 15.033    | 15.033    | 15.000 | 270.345 |
| Argento   | Nile Wilson         | —            | —       | 14.933 | —         | 15.033    | 14.833 | 270.345 |
| Bronzo    | Cina                | 44.565       | 41.565  | 45.999 | 45.666    | 47.765    | 44.399 | 269.959 |
| Bronzo    | Deng Shudi          | 14.966       | —       | 14.600 | 15.233    | 16.066    | —      | 269.959 |
| Bronzo    | Lin Chaopan         | 15.133       | 13.466  | —      | 15.200    | 15.766    | 15.333 | 269.959 |
| Bronzo    | Liu Yang            | —            | —       | 15.766 | —         | —         | —      | 269.959 |
| Bronzo    | Xiao Ruoteng        | —            | 13.433  | —      | 15.233    | —         | 14.233 | 269.959 |
| Bronzo    | You Hao             | —            | 14.666  | 15.633 | —         | 15.933    | —      | 269.959 |
| Bronzo    | Zhang Chenglong     | 14.466       | —       | —      | —         | —         | 14.833 | 269.959 |
| 4         | Russia              | 44.366       | 43.600  | 44.165 | 45.900    | 46.266    | 44.065 | 268.362 |
| 4         | Denis Abljazin      | 15.100       | —       | 14.433 | 15.700    | —         | —      | 268.362 |
| 4         | David Beljavskij    | 14.666       | 14.100  | 14.866 | 15.200    | 15.600    | 14.566 | 268.362 |
| 4         | Nikita Ignat'ev     | —            | —       | 14.866 | —         | 15.400    | 14.966 | 268.362 |
| 4         | Nikolai Kuksenkov   | —            | 14.800  | —      | —         | 15.266    | 14.533 | 268.362 |
| 4         | Nikita Nagornyj     | 14.600       | —       | —      | 15.000    | —         | —      | 268.362 |
| 4         | Ivan Stretovič      | —            | 14.700  | —      | —         | —         | —      | 268.362 |
| 5         | Stati Uniti         | 43.933       | 42.032  | 45.066 | 44.624    | 46.133    | 46.065 | 267.853 |
| 5         | Chris Brooks        | —            | —       | —      | —         | —         | 14.933 | 267.853 |
| 5         | Danell Leyva        | —            | 13.100  | —      | —         | 15.800    | 15.666 | 267.853 |
| 5         | Alexander Naddour   | 15.100       | 15.066  | 14.700 | 14.466    | —         | —      | 267.853 |
| 5         | Paul Ruggeri        | 14.633       | —       | —      | 15.100    | 14.733    | 15.466 | 267.853 |
| 5         | Donnell Whittenburg | 14.200       | 13.866  | 15.166 | 15.058    | 15.600    |        | 267.853 |
| 5         | Brandon Wynn        | —            | —       | 15.200 | —         | —         | —      | 267.853 |
| 6         | Svizzera            | 44.232       | 42.998  | 42.165 | 43.333    | 45.799    | 43.133 | 261.660 |
| 6         | Christian Baumann   | —            | 14.666  | 13.933 | —         | 15.266    | 13.300 | 261.660 |
| 6         | Pablo Brägger       | 14.866       | —       | 13.766 | 15.133    | —         | 15.433 | 261.660 |
| 6         | Pascal Bucher       | —            | 13.666  | —      | —         | 15.333    | —      | 261.660 |
| 6         | Claudio Capelli     | 14.800       | —       | —      | 14.300    | —         | —      | 261.660 |
| 6         | Oliver Hegi         | —            | 14.666  | —      | —         | —         | 14.400 | 261.660 |
| 6         | Eddy Yusof          | 14.566       | —       | 14.466 | 13.900    | 15.200    | —      | 261.660 |
| 7         | Corea del Sud       | 43.082       | 42.066  | 42.823 | 44.999    | 43.832    | 43.233 | 260.035 |
| 7         | Kim Han-sol         | 15.283       | —       | 14.166 | 15.400    | —         | —      | 260.035 |
| 7         | Lee Jun-ho          | 13.433       | —       | —      | 14.766    | —         | —      | 260.035 |
| 7         | Lee Sang-wook       | —            | 13.200  | —      | —         | 14.866    | 14.333 | 260.035 |
| 7         | Park Min-soo        | —            | 14.200  | 14.066 | —         | 13.533    | 14.600 | 260.035 |
| 7         | Shin Dong-hyen      | 14.366       | 14.666  | —      | 14.833    | —         | —      | 260.035 |
| 7         | Yoo Won-chul        | —            | —       | 14.591 |           | 15.433    | 14.300 | 260.035 |
| 8         | Brasile             | 44.666       | 39.432  | 44.699 | 44.316    | 42.932    | 43.532 | 259.577 |
| 8         | Francisco Barretto  | —            | 11.100  | —      | —         | 14.966    | 13.700 | 259.577 |
| 8         | Lucas Bitencourt    | —            | 13.866  | 14.400 | —         | 14.600    | 14.666 | 259.577 |
| 8         | Diego Hypólito      | 15.233       | —       | —      | 14.716    | —         | —      | 259.577 |
| 8         | Arthur Mariano      | 14.733       | 14.466  | —      | 14.700    | —         | 15.166 | 259.577 |
| 8         | Caio Souza          | 14.700       | —       | 14.766 | 14.900    | 13.366    | —      | 259.577 |
| 8         | Arthur Zanetti      | —            | —       | 15.533 | —         | —         | —      | 259.577 |

#### Concorso individuale maschile
| Pos.    | Ginnasta            | Nazione       | Attrezzo  | Attrezzo  | Attrezzo | Attrezzo     | Attrezzo | Attrezzo | Totale |
| Pos.    | Ginnasta            | Nazione       | Volteggio | Parallele | Sbarra   | Corpo libero | Anelli   | Cavallo  | Totale |
| ------- | ------------------- | ------------- | --------- | --------- | -------- | ------------ | -------- | -------- | ------ |
| Oro     | Kōhei Uchimura      | Giappone      | 15.733    | 15.100    | 14.933   | 15.633       | 15.833   | 15.100   | 92.332 |
| Argento | Manrique Larduet    | Cuba          | 14.666    | 14.300    | 15.233   | 15.433       | 15.733   | 15.333   | 90.698 |
| Bronzo  | Deng Shudi          | Cina          | 15.133    | 14.400    | 14.533   | 15.300       | 15.933   | 14.800   | 90.099 |
| 4       | Oleh Vernjajev      | Ucraina       | 14.975    | 13.566    | 15.233   | 15.300       | 16.000   | 14.566   | 89.640 |
| 5       | Max Whitlock        | Regno Unito   | 15.700    | 16.100    | 14.516   | 15.000       | 15.100   | 12.833   | 89.249 |
| 6       | Nikolai Kuksenkov   | Russia        | 14.666    | 14.933    | 14.800   | 14.866       | 15.033   | 14.900   | 89.198 |
| 7       | Daniel Purvis       | Regno Unito   | 15.166    | 14.666    | 14.466   | 14.900       | 15.400   | 14.466   | 89.064 |
| 8       | Donnell Whittenburg | Stati Uniti   | 15.266    | 14.166    | 15.533   | 14.533       | 15.633   | 13.666   | 88.797 |
| 9       | Xiao Ruoteng        | Cina          | 14.866    | 14.033    | 14.266   | 15.166       | 14.733   | 15.166   | 88.230 |
| 10      | Kazuma Kaya         | Giappone      | 14.666    | 15.400    | 14.033   | 14.700       | 14.933   | 14.466   | 88.198 |
| 11      | David Beljavskij    | Russia        | 14.700    | 14.700    | 14.766   | 14.033       | 15.366   | 14.466   | 88.031 |
| 12      | Arthur Mariano      | Brasile       | 15.000    | 14.500    | 14.000   | 14.466       | 14.800   | 15.200   | 87.966 |
| 13      | Pablo Brägger       | Svizzera      | 14.866    | 13.833    | 13.800   | 14.800       | 15.300   | 15.200   | 87.799 |
| 14      | Bart Deurloo        | Paesi Bassi   | 15.200    | 14.666    | 14.166   | 14.700       | 13.466   | 14.966   | 87.164 |
| 15      | Christian Baumann   | Svizzera      | 14.200    | 14.433    | 14.066   | 14.416       | 15.000   | 14.400   | 86.515 |
| 16      | Andrėj Lichavicki   | Bielorussia   | 14.066    | 14.766    | 13.900   | 14.100       | 14.700   | 14.466   | 85.998 |
| 17      | Danell Leyva        | Stati Uniti   | 13.733    | 12.933    | 14.233   | 14.300       | 15.366   | 14.000   | 84.565 |
| 18      | Park Min-soo        | Corea del Sud | 13.975    | 14.566    | 13.766   | 14.033       | 14.966   | 13.033   | 84.339 |
| 19      | Rubén López         | Spagna        | 14.266    | 12.333    | 14.133   | 14.666       | 14.166   | 14.533   | 84.097 |
| 20      | Lucas Bitencourt    | Brasile       | 12.966    | 14.066    | 14.200   | 14.733       | 13.566   | 14.300   | 83.831 |
| 21      | Cristian Bataga     | Romania       | 14.500    | 13.366    | 14.166   | 14.558       | 13.966   | 13.033   | 83.589 |
| 22      | Jim Zona            | Francia       | 14.733    | 13.466    | 12.866   | 14.433       | 14.166   | 13.633   | 83.297 |
| 23      | Axel Augis          | Francia       | 14.233    | 14.200    | 14.166   | 14.866       | 13.533   | 11.266   | 82.264 |
| 24      | Florian Landuyt     | Belgio        | 4.591     | —         | —        | 14.733       | 11.866   | 13.933   | 45.123 |

#### Corpo libero maschile
| Pos.    | Ginnasta         | D Score | E Score | Pen.   | Totale |
| ------- | ---------------- | ------- | ------- | ------ | ------ |
| Oro     | Kenzō Shirai     | 7.600   | 8.633   | —      | 16.233 |
| Argento | Max Whitlock     | 6.800   | 8.766   | —      | 15.566 |
| Bronzo  | Rayderley Zapata | 6.700   | 8.500   | —      | 15.200 |
| 4       | Deng Shudi       | 6.700   | 8.466   | —      | 15.166 |
| 5       | Daniel Purvis    | 6.500   | 8.600   | —      | 15.100 |
| 6       | Kim Han-sol      | 6.800   | 8.133   | —      | 14.933 |
| 7       | Manrique Larduet | 6.800   | 8.000   | —      | 14.800 |
| 8       | Tomás González   | 6.800   | 8.033   | -0.100 | 14.733 |

#### Cavallo con maniglie
| Pos.    | Ginnasta           | D Score | E Score | Pen. | Totale |
| ------- | ------------------ | ------- | ------- | ---- | ------ |
| Oro     | Max Whitlock       | 7.300   | 8.833   | —    | 16.133 |
| Argento | Louis Smith        | 7.200   | 8.833   | —    | 16.033 |
| Bronzo  | Harutyun Merdinyan | 6.700   | 8.800   | —    | 15.500 |
| Bronzo  | Kazuma Kaya        | 6.800   | 8.700   | —    | 15.500 |
| 5       | Vid Hidvégi        | 6.600   | 8.766   | —    | 15.366 |
| 6       | Oleh Vernjajev     | 7.000   | 8.266   | —    | 15.266 |
| 7       | Alexander Naddour  | 6.700   | 8.500   | —    | 15.200 |
| 8       | Robert Seligman    | 6.400   | 8.033   | —    | 14.433 |

#### Anelli
| Pos.    | Ginnasta               | D Score | E Score | Pen. | Totale |
| ------- | ---------------------- | ------- | ------- | ---- | ------ |
| Oro     | Eleutherios Petrounias | 6.800   | 9.000   | —    | 15.800 |
| Argento | You Hao                | 7.000   | 8.733   | —    | 15.733 |
| Bronzo  | Liu Yang               | 6.900   | 8.800   | —    | 15.700 |
| 4       | Samir Aït Saïd         | 6.800   | 8.833   | —    | 15.633 |
| 5       | Brandon Wynn           | 6.800   | 8.800   | —    | 15.600 |
| 6       | Yuri van Gelder        | 6.800   | 8.700   | —    | 15.500 |
| 7       | Davtyan Vahagn         | 6.600   | 8.733   | —    | 15.333 |
| 8       | Donnell Whittenburg    | 6.700   | 8.600   | —    | 15.300 |

#### Volteggio maschile
| Pos.    | Ginnasta            | D. Score | E. Score | Penalità | 1° Parziale | D. Score | E. Score | Penalità | 2° Parziale | Totale |
| ------- | ------------------- | -------- | -------- | -------- | ----------- | -------- | -------- | -------- | ----------- | ------ |
| Oro     | Ri Se-gwang         | 6.400    | 9.200    | —        | 15.600      | 6.400    | 8.900    | —        | 15.300      | 15.450 |
| Argento | Marian Drăgulescu   | 6.000    | 9.300    | —        | 15.300      | 6.200    | 9.300    | —        | 15.500      | 15.400 |
| Bronzo  | Donnell Whittenburg | 6.000    | 9.100    | —        | 15.100      | 6.400    | 9.200    | —        | 15.600      | 15.350 |
| 4       | Oleh Vernjajev      | 6.000    | 9.466    | —        | 15.466      | 6.000    | 9.100    | —        | 15.100      | 15.283 |
| 5       | Ihor Radivilov      | 6.000    | 9.200    | —        | 15.200      | 6.000    | 8.966    | —        | 14.966      | 15.083 |
| 6       | Denis Abljazin      | 6.400    | 8.000    | -0.100   | 14.300      | 6.200    | 9.200    | —        | 15.400      | 14.850 |
| 7       | Kenzō Shirai        | 5.600    | 8.900    | —        | 14.500      | 5.200    | 9.333    | —        | 14.533      | 14.516 |
| 8       | Kim Han-sol         | 6.000    | 8.000    | —        | 14.000      | 6.000    | 9.000    | —        | 15.000      | 14.500 |
| Pos.    | Ginnasta            | 1° Salto | 1° Salto | 1° Salto | 1° Salto    | 2° Salto | 2° Salto | 2° Salto | 2° Salto    | Totale |

#### Parallele simmetriche
| Pos.    | Ginnasta         | D Score | E Score | Pen. | Totale |
| ------- | ---------------- | ------- | ------- | ---- | ------ |
| Oro     | You Hao          | 7.300   | 8.916   | —    | 16.216 |
| Argento | Oleh Vernjajev   | 7.100   | 8.966   | —    | 16.066 |
| Bronzo  | Oleg Stepko      | 7.000   | 8.966   | —    | 15.966 |
| Bronzo  | Deng Shudi       | 7.100   | 8.866   | —    | 15.966 |
| 5       | Manrique Larduet | 6.900   | 8.833   | —    | 15.733 |
| 6       | Danell Leyva     | 6.900   | 8.766   | —    | 15.666 |
| 7       | Yūsuke Tanaka    | 6.600   | 9.000   | —    | 15.600 |
| 8       | Nile Wilson      | 6.600   | 8.633   | —    | 15.233 |

#### Sbarra
| Pos.    | Ginnasta              | D Score | E Score | Pen. | Totale |
| ------- | --------------------- | ------- | ------- | ---- | ------ |
| Oro     | Kōhei Uchimura        | 7.100   | 8.733   | —    | 15.833 |
| Argento | Danell Leyva          | 7.300   | 8.400   | —    | 15.700 |
| Bronzo  | Manrique Larduet      | 7.000   | 8.600   | —    | 15.600 |
| 4       | Arthur Mariano        | 6.500   | 8.666   | —    | 15.166 |
| 5       | Andreas Bretschneider | 7.200   | 7.766   | —    | 14.966 |
| 6       | Chris Brooks          | 6.400   | 7.400   | —    | 13.800 |
| 7       | Fabian Hambüchen      | 7.200   | 6.300   | —    | 13.500 |
| 8       | Oliver Hegi           | 6.000   | 7.500   | —    | 13.500 |

### Femminile

#### Concorso a squadre femminile
| Posizione | Squadra             | Volteggio | Parallele | Trave  | Corpo Libero | Totale  |
| --------- | ------------------- | --------- | --------- | ------ | ------------ | ------- |
| Oro       | Stati Uniti         | 46.665    | 45.433    | 43.432 | 45.808       | 181.338 |
| Oro       | Simone Biles        | 15.966    | —         | 15.200 | 15.733       | 181.338 |
| Oro       | Gabby Douglas       | 15.233    | 15.333    | —      | —            | 181.338 |
| Oro       | Brenna Dowell       | —         | —         | —      | —            | 181.338 |
| Oro       | Madison Kocian      | —         | 15.300    | —      | —            | 181.338 |
| Oro       | Maggie Nichols      | 15.466    | 14.800    | 13.966 | 15.000       | 181.338 |
| Oro       | Aly Raisman         | —         | —         | 14.266 | 15.075       | 181.338 |
| Argento   | Cina                | 45.233    | 45.632    | 42.300 | 42.999       | 176.164 |
| Argento   | Shang Chunsong      | —         | 15.233    | 14.600 | 14.366       | 176.164 |
| Argento   | Wang Yan            | 15.200    | —         | 13.300 | 14.633       | 176.164 |
| Argento   | Tan Jiaxin          | 15.200    | 15.133    | —      | —            | 176.164 |
| Argento   | Fan Yilin           | —         | 15.266    | 14.400 | —            | 176.164 |
| Argento   | Mao Yi              | 14.833    | —         | —      | 14.000       | 176.164 |
| Argento   | Chen Siyi           | —         | —         | —      | —            | 176.164 |
| Bronzo    | Regno Unito         | 45.049    | 42.299    | 41.733 | 43.299       | 172.380 |
| Bronzo    | Elissa Downie       | 15.133    | 13.033    | 14.133 | 14.133       | 172.380 |
| Bronzo    | Claudia Fragapane   | 14.833    | —         | 13.800 | 14.733       | 172.380 |
| Bronzo    | Amy Tinkler         | 15.083    | —         | —      | 14.433       | 172.380 |
| Bronzo    | Rebecca Downie      | —         | 14.833    | 13.800 | —            | 172.380 |
| Bronzo    | Ruby Harrold        | —         | 14.433    | —      | —            | 172.380 |
| Bronzo    | Kelly Simm          | —         | —         | —      | —            | 172.380 |
| 4         | Russia              | 45.766    | 43.874    | 40.133 | 42.191       | 171.964 |
| 4         | Marija Paseka       | 15.600    | 14.733    | —      | 13.766       | 171.964 |
| 4         | Viktorija Komova    | 15.100    | 14.000    | 13.300 | —            | 171.964 |
| 4         | Ksenija Afanas'eva  | 15.066    | —         | —      | 14.500       | 171.964 |
| 4         | Seda Tutchaljan     | —         | —         | 13.300 | 13.925       | 171.964 |
| 4         | Dar'ja Spiridonova  | —         | 15.141    | —      | —            | 171.964 |
| 4         | Marija Charenkova   | —         | —         | 13.533 | —            | 171.964 |
| 5         | Giappone            | 44.832    | 42.424    | 40.066 | 42.565       | 169.887 |
| 5         | Sae Miyakawa        | 15.166    | —         | —      | 14.633       | 169.887 |
| 5         | Mai Murakami        | 15.066    | 13.966    | 12.200 | 13.966       | 169.887 |
| 5         | Aiko Sugihara       | —         | 14.233    | —      | —            | 169.887 |
| 5         | Asuka Teramoto      | 14.600    | 14.225    | 13.900 | 13.966       | 169.887 |
| 5         | Sakura Yumoto       | —         | —         | 13.966 | —            | 169.887 |
| 6         | Canada              | 44.533    | 40.666    | 41.032 | 41.466       | 167.697 |
| 6         | Ellie Black         | 15.100    | —         | 13.566 | 14.223       | 167.697 |
| 6         | Isabela Onyshko     | —         | 13.933    | 13.766 | 13.900       | 167.697 |
| 6         | Brittany Rogers     | 15.000    | 13.200    | 13.700 | —            | 167.697 |
| 6         | Audrey Rousseau     | —         | —         | —      | 13.333       | 167.697 |
| 6         | Sydney Townsend     | 14.433    | —         | —      | —            | 167.697 |
| 6         | Victoria-Kayen Woo  | —         | 13.533    | —      | —            | 167.697 |
| 7         | Italia              | 43.699    | 41.766    | 39.399 | 42.733       | 167.597 |
| 7         | Erika Fasana        | 14.800    | —         | —      | 14.500       | 167.597 |
| 7         | Carlotta Ferlito    | 14.466    | —         | 14.300 | 14.033       | 167.597 |
| 7         | Enus Mariani        | —         | 14.166    | 12.566 | —            | 167.597 |
| 7         | Elisa Meneghini     | 14.433    | —         | —      | 14.200       | 167.597 |
| 7         | Lara Mori           | —         | 13.800    | 12.533 | —            | 167.597 |
| 7         | Tea Ugrin           | —         | 13.800    | —      | —            | 167.597 |
| 8         | Paesi Bassi         | 41.599    | 38.432    | 41.500 | 41.199       | 162.730 |
| 8         | Eythora Thorsdottir | —         | 13.066    | 13.800 | 13.400       | 162.730 |
| 8         | Mara Titarsolej     | 14.066    | —         | —      | —            | 162.730 |
| 8         | Lisa Top            | 13.433    | —         | —      | —            | 162.730 |
| 8         | Tisha Volleman      | 14.100    | —         | —      | 13.933       | 162.730 |
| 8         | Lieke Wevers        | —         | 11.133    | 14.200 | 13.866       | 162.730 |
| 8         | Sanne Wevers        | —         | 14.233    | 13.500 | —            | 162.730 |

#### Concorso individuale femminile
| Pos.    | Ginnasta           | Nazione     | Attrezzo  | Attrezzo  | Attrezzo | Attrezzo     | Totale |
| Pos.    | Ginnasta           | Nazione     | Volteggio | Parallele | Trave    | Corpo libero | Totale |
| ------- | ------------------ | ----------- | --------- | --------- | -------- | ------------ | ------ |
| Oro     | Simone Biles       | Stati Uniti | 15.833    | 14.900    | 14.400   | 15.266       | 60.399 |
| Argento | Gabby Douglas      | Stati Uniti | 15.300    | 15.033    | 14.400   | 14.583       | 59.316 |
| Bronzo  | Larisa Iordache    | Romania     | 15.066    | 14.800    | 14.766   | 14.475       | 59.107 |
| 4       | Shang Chunsong     | Cina        | 13.866    | 15.166    | 14.700   | 14.533       | 58.265 |
| 5       | Giulia Steingruber | Svizzera    | 15.600    | 13.900    | 13.333   | 14.500       | 57.333 |
| 6       | Mai Murakami       | Giappone    | 14.966    | 13.800    | 14.033   | 14.333       | 57.132 |
| 7       | Ellie Black        | Canada      | 15.033    | 14.000    | 13.300   | 14.425       | 56.758 |
| 8       | Laura Jurca        | Romania     | 15.133    | 13.733    | 13.966   | 13.900       | 56.732 |
| 9       | Asuka Teramoto     | Giappone    | 15.166    | 14.366    | 13.233   | 13.366       | 56.131 |
| 10      | Elisabeth Seitz    | Germania    | 14.133    | 15.233    | 13.433   | 12.966       | 55.765 |
| 11      | Wang Yan           | Cina        | 14.875    | 13.566    | 13.800   | 13.500       | 55.741 |
| 12      | Carlotta Ferlito   | Italia      | 14.066    | 13.600    | 14.441   | 13.633       | 55.740 |
| 13      | Lieke Wevers       | Paesi Bassi | 13.733    | 14.333    | 14.200   | 13.366       | 55.632 |
| 14      | Tea Ugrin          | Italia      | 14.066    | 14.000    | 13.766   | 13.733       | 55.565 |
| 15      | Seda Tutchaljan    | Russia      | 14.866    | 14.300    | 12.700   | 13.566       | 55.432 |
| 16      | Isabela Onyshko    | Canada      | 14.233    | 14.400    | 13.066   | 13.633       | 55.332 |
| 17      | Lisa Verschueren   | Belgio      | 14.133    | 13.900    | 13.600   | 13.666       | 55.299 |
| 18      | Lorrane Oliveira   | Brasile     | 15.166    | 13.733    | 12.966   | 13.166       | 55.031 |
| 19      | Pauline Schäfer    | Germania    | 14.633    | 13.433    | 13.133   | 13.766       | 54.965 |
| 20      | Rune Hermans       | Belgio      | 14.033    | 13.466    | 13.866   | 13.600       | 54.965 |
| 21      | Noémi Makra        | Ungheria    | 13.933    | 14.266    | 12.833   | 13.833       | 54.865 |
| 22      | Ruby Harrold       | Regno Unito | 14.633    | 14.533    | 12.433   | 13.100       | 54.699 |
| 23      | Amy Tinkler        | Regno Unito | 14.866    | 13.033    | 12.233   | 13.966       | 54.098 |
| 24      | Flávia Saraiva     | Brasile     | 14.233    | 13.700    | 12.266   | 13.033       | 53.232 |

#### Volteggio
| Pos.    | Ginnasta           | D. Score | E. Score | Penalità | 1° Parziale | D. Score | E. Score | Penalità | 2° Parziale | Totale |
| ------- | ------------------ | -------- | -------- | -------- | ----------- | -------- | -------- | -------- | ----------- | ------ |
| Oro     | Marija Paseka      | 6.400    | 9.233    | —        | 15.633      | 6.300    | 9.400    | —        | 15.700      | 15.666 |
| Argento | Hong Un-jong       | 6.300    | 9.366    | —        | 15.666      | 6.400    | 9.200    | -        | 15.600      | 15.633 |
| Bronzo  | Simone Biles       | 6.300    | 9.600    | —        | 15.900      | 5.600    | 9.583    | —        | 15.183      | 15.541 |
| 4       | Elissa Downie      | 5.800    | 9.166    | —        | 14.966      | 5.600    | 9.233    | -        | 14.833      | 14.899 |
| 5       | Dipa Karmakar      | 7.000    | 8.300    | —        | 15.300      | 6.000    | 8.366    | -0.300   | 14.066      | 14.683 |
| 6       | Wang Yan           | 6.000    | 9.066    | —        | 15.066      | 6.200    | 7.900    | —        | 14.100      | 14.583 |
| 7       | Giulia Steingruber | 6.200    | 9.400    | -0.100   | 15.500      | 5.300    | 8.333    | —        | 13.633      | 14.566 |
| 7       | Alexa Moreno       | 6.200    | 8.566    | -0.100   | 14.666      | 6.000    | 8.566    | -0.100   | 14.466      | 14.566 |
| Pos.    | Ginnasta           | 1° Salto | 1° Salto | 1° Salto | 1° Salto    | 2° Salto | 2° Salto | 2° Salto | 2° Salto    | Totale |

#### Parallele Asimmetriche
| Pos. | Ginnasta           | D Score | E Score | Pen. | Totale |
| ---- | ------------------ | ------- | ------- | ---- | ------ |
| Oro  | Fan Yilin          | 6.900   | 8.466   | —    | 15.366 |
| Oro  | Viktorija Komova   | 6.600   | 8.766   | —    | 15.366 |
| Oro  | Dar'ja Spiridonova | 6.700   | 8.666   | —    | 15.366 |
| Oro  | Madison Kocian     | 6.600   | 8.766   | —    | 15.366 |
| 5    | Gabrielle Douglas  | 6.400   | 8.733   | —    | 15.133 |
| 6    | Shang Chunsong     | 6.700   | 8.200   | —    | 14.900 |
| 7    | Ruby Harrold       | 6.300   | 8.466   | —    | 14.766 |
| 8    | Sophie Scheder     | 6.600   | 8.000   | —    | 14.600 |

#### Trave
| Pos.    | Ginnasta            | D Score | E Score | Pen. | Totale |
| ------- | ------------------- | ------- | ------- | ---- | ------ |
| Oro     | Simone Biles        | 6.400   | 8.958   | —    | 15.358 |
| Argento | Sanne Wevers        | 5.700   | 8.366   | —    | 14.333 |
| Bronzo  | Pauline Schaefer    | 5.800   | 8.333   | —    | 14.133 |
| 4       | Viktorija Komova    | 5.700   | 8.233   | —    | 13.933 |
| 5       | Wang Yan            | 6.400   | 7.233   | —    | 13.633 |
| 6       | Seda Tutchaljan     | 6.000   | 7.500   | —    | 13.500 |
| 7       | Ellie Black         | 6.000   | 7.466   | —    | 13.466 |
| 8       | Eythora Thorsdottir | 5.700   | 7.033   | —    | 12.733 |

#### Corpo libero femminile
A causa di un infortunio al braccio, Erika Fasana si è ritirata dalla finale ed è stata sostituita da Shang Chunsong. Inoltre, la ginnasta svizzera Giulia Steingruber ha subito un infortunio al ginocchio alla finale al volteggio il giorno prima, rendendola incapace di partecipare alla finale del corpo libero. È stata sostituita da Lieke Wevers dei Paesi Bassi.
| Pos.    | Ginnasta           | D Score | E Score | Pen.   | Totale |
| ------- | ------------------ | ------- | ------- | ------ | ------ |
| Oro     | Simone Biles       | 6.800   | 9.000   | —      | 15.800 |
| Argento | Ksenija Afanas'eva | 6.400   | 8.700   | —      | 15.100 |
| Bronzo  | Maggie Nichols     | 6.200   | 8.800   | —      | 15.000 |
| 4       | Shang Chunsong     | 6.400   | 8.533   | —      | 14.933 |
| 4       | Sae Miyakawa       | 6.300   | 8.633   | —      | 14.933 |
| 6       | Elissa Downie      | 6.000   | 8.733   | —      | 14.733 |
| 7       | Claudia Fragapane  | 6.200   | 8.366   | -0.100 | 14.466 |
| 8       | Lieke Wevers       | 5.400   | 8.700   | —      | 14.100 |

## Medagliere
| Posiz. | Nazione        | Oro | Argento | Bronzo | Totale |
| ------ | -------------- | --- | ------- | ------ | ------ |
| 1      | Stati Uniti    | 5   | 2       | 3      | 10     |
| 2      | Giappone       | 4   | 0       | 1      | 5      |
| 3      | Russia         | 3   | 1       | 0      | 4      |
| 4      | Cina           | 2   | 2       | 4      | 8      |
| 5      | Regno Unito    | 1   | 3       | 1      | 5      |
| 6      | Corea del Nord | 1   | 1       | 0      | 2      |
| 7      | Grecia         | 1   | 0       | 0      | 1      |
| 8      | Cuba           | 0   | 1       | 1      | 2      |
| 8      | Romania        | 0   | 1       | 1      | 2      |
| 10     | Paesi Bassi    | 0   | 1       | 0      | 1      |
| 10     | Ucraina        | 0   | 1       | 0      | 1      |
| 12     | Armenia        | 0   | 0       | 1      | 1      |
| 12     | Azerbaigian    | 0   | 0       | 1      | 1      |
| 12     | Germania       | 0   | 0       | 1      | 1      |
| 12     | Spagna         | 0   | 0       | 1      | 1      |
| Totale | Totale         | 17  | 13      | 15     | 45     |